# Straight No Chaser (Original Motion Picture Soundtrack)
Straight No Chaser (Original Motion Picture Soundtrack) ist ein Album von Thelonious Monk. Die Aufnahmen, die zwischen 1957 und 1968 in den New Yorker Columbia Studios und bei Tournee-Auftritten Monks entstanden, waren Teil des Soundtracks des gleichnamigen Films von Charlotte Zwerin und Christian Blackwood von 1988. Die Aufnahmen, darunter acht bislang unveröffentlichte Titel, erschienen 1989 bei Columbia Records als LP, Audiocassette und in Japan als Compact Disc.

## Hintergrund
Der unter der Regie von Charlotte Zwerin entstandene Dokumentarfilm zeigt Thelonious Monks bemerkenswerte Karriere in Darbietungen und Auftritten zusammen mit seinen engsten Verbündeten. Der Soundtrack enthält neben Wiedergaben seines Klavierspiels und seiner Musik auch die seiner Stimme. Die Musik für diesen Film diente dazu, ein musikalisches Porträt von Monk und seinen Sidemen zu malen. Man hört John Coltrane 1957 in Monks Quartett mit „Trinkle, Tinkle“; die Bläser Phil Woods, Johnny Griffin, Ray Copeland und Jimmy Cleveland interpretieren mit Monks Quartett in Stockholm 1967 „Epistrophy“ und „Evidence“. In Mainz sind sie noch einmal mit „I Mean You“ zu hören. Monks Quartett geht mit einem elfeinhalbminütigen "Straight, No Chaser" aus und nimmt sich die Zeit, um gründlich zu demonstrieren.
Zu den Songs, die (neben den auf dem Album veröffentlichten Titeln) im Film (an)gespielt wurden, gehörten auch „Rhythm-a-Ning“, „On the Bean“ (von Walter Thomas, dasrgeboten von Coleman Hawkins und Thelonious Monk), „Well, You Needn’t“, „Bright Mississippi“, „Blue Monk“, „Ask Me Now“ (gespielt von Thelonious Monk in der Version von 1951, Blue Note Records), „Just a Gigolo“ (Leonello Casucci, German  Julius Brammer, Irving Caesar), „Crepuscule with Nellie“, „I Should Care“ (Sammy Cahn, Alex Stordahl, Paul Weston), „Wee See“, „Oska T.“,
„Ruby, My Dear“, „Boo Boo's Birthday“, „Misterioso“ und „Monk's Mood“ gespielt von Monk und John Coltrane.

## Titelliste
- Thelonious Monk – Straight No Chaser (Original Motion Picture Soundtrack) (Columbia – SC 45358, Columbia – C 45358)[3]

1. Straight No Chaser (And Opening Narration)  1:51
2. Pannonica  5:11
3. Trinkle, Tinkle  6:38
4. Ugly Beauty / Rehearsal  2:31
5. Ugly Beauty  7:18
6. Epistrophy  5:38

Evidence 9:01
1. I Mean You (Stickball) (Thelonious Monk, Coleman Hawkins) 4:19
2. Lulu's Back in Town (Harry Warren, Al Dubin) 4:14
3. Don't Blame Me (Jimmy McHugh, Dorothy Fields) 2:54
4. Sweetheart of All My Dreams (Art Fitch, Kay Fitch; Bert Lowe) 1:43
5. 'Round Midnight  2:14

Ab der Ausgabe des Albums von 2013 wurde es um den zusätzlichen Track Straight, No Chaser (11:34) ergänzt.

### Besetzung
| Titel                          | Datum der Aufnahme         | Ort                            | Original-LP                        | Bemerkungen zur Besetzung |
| ------------------------------ | -------------------------- | ------------------------------ | ---------------------------------- | --- |
| Pannonica, Lulu's Back in Town | circa September 1956       | New York                       | -                                  | Solo. Die Aufnahme stammt aus dem Nachlass von Pannonica de Koenigswarter. |
| Trinkle, Tinkle                | wahrscheinlich Juli 1957   | New York                       | Thelonious Monk with John Coltrane | John Coltrane (ts), Thelonious Monk, (p), Wilbur Ware (kb), Shadow Wilson (dr) |
| Straight No Chaser             | 10. Januar 1967            | New York                       | Straight, No Chaser                | Thelonious Monk Quartet (Monk), Charlie Rouse, Larry Gales, Ben Riley |
| Don't Blame Me                 | 16. Juni 1967              | Live, Atlanta Stadium, Atlanta | -                                  | Thelonious Monk Quartet (dto.) |
| Epistrophy, Evidence           | 31. Oktober 1967           | Live, Stockholm                | -                                  | Thelonious Monk Quintet/Octet, mit Ray Copeland (tp), Jimmy Cleveland (trb), Phil Woods (as), Charlie Rouse (ts), Johnny Griffin (ts), Thelonious Monk (p), Larry Gales (kb), Ben Riley (dr) |
| I Mean You                     | 8. November 1967           | Mainz                          | -                                  | Thelonious Monk Quintet/Octet (dto.) |
| Ugly Beauty (take 4)           | 14. Dezember 1967          | New York                       | -                                  | Probemitschnitt von den Aufnahmen zum Columbia-Album Underground. |
| Ugly Beauty (take 5)           | 14. Dezember 1967          | New York                       | Underground                        | Thelonious Monk Quartet (dto.) |
| Sweetheart of All My Dreams    | 5., 6. oder 7. Januar 1968 | Village Vanguard, NYC          | -                                  | Monk solo |
| ’Round Midnight                | dto.                       | dto.                           | -                                  | Thelonious Monk Quartet (dto.) |

## Rezeption
Jim Santella schrieb in All About Jazz: „Monks Klavier spricht Bände. Er könnte mehr in einen Takt stecken, als manche Leute auf ein ganzes Lied anwenden können. Seine unbeschwerte Herangehensweise in ‚Lulu's Back in Town‘ offenbart eine andere Seite des Künstlers: verwurzelt in der Tradition. Vier Titel werden als Solo-Klavierstücke dargeboten, so dass der Hörer das Ziel des Dokumentarfilms voll und ganz erkennen kann. Dieses akustische Porträt des Thelonious Monk dokumentiert seine Grundlagen sowie seine Abenteuerlust.“